# Kéba Mbaye
Kéba Mbaye (ur. 5 sierpnia 1924 w Kaolack, zm. 11 stycznia 2007 w Dakarze) – senegalski prawnik, działacz sportowy, wiceprzewodniczący Międzynarodowego Komitetu Olimpijskiego, wiceprezes Międzynarodowego Trybunału Sprawiedliwości w Hadze, sędzia i prezes Trybunału Arbitrażowego do spraw Sportu (CAS). W 1983 stworzył Komisję Etyczną MKOl, której przewodniczył od 1999.
Od 1973 do 2002 był członkiem MKOI (wiceprzewodniczący w latach 1988–1992), a w latach 1984–1988 i 1993–1998 wchodził w skład Komitetu Wykonawczego tej organizacji.